# Scrubs
Scrubs é uma sitcom norte-americana criada por Bill Lawrence (co-produtor de Spin City). 
A série mostra a vida profissional e pessoal de diversos personagens que trabalham no fictício hospital Sacred Heart, em uma cidade não revelada. Diferentemente de outras sitcoms, Scrubs é filmada em apenas uma câmera, e também não usa os tradicionais sons de risadas. Cada episódio da série é estruturado através de múltiplas histórias, ligadas entre si pela narração do protagonista J.D., que no final de cada episódio conta uma pequena moral filosófica.
Foi exibida nos Estados Unidos pelo canal ABC até 2010 (sendo que as primeiras 7 temporadas foram exibidas pela NBC) que havia cancelado. No Brasil no canal Sony Entertainment Television e em Portugal na SIC Radical. Na FOX a série estreou com o nome de Médicos e Estagiários em 22 de dezembro de 2009.

## Enredo
John "J.D." Dorian é o protagonista da série. Enquanto sujeito com papel activo no desenrolar da série, ele narra as suas próprias experiências e também dos seus colegas e amigos, incluindo em todos os episódios algumas "lições de vida" a reter, fruto das suas vivências no Hospital de Sacred Heart. 
Após terminar a faculdade de medicina com seu melhor amigo, Chris Turk, os dois conseguem estagiar em Sacred Heart. Logo no primeiro dia, J.D. se apaixona pela sua colega de trabalho, Elliot Reid, enquanto Turk começa a namorar a enfermeira Carla Espinosa.
J.D. também conhece o doutor Perry Cox, que ele considera seu mentor apesar de ser sempre desprezado e humilhado por seu sarcasmo, o Director Médico do hospital Dr. Bob Kelso, que se mostra inicialmente aos internos como um chefe adorável mas que é antipático e egoísta, e o zelador, que sempre arranja confusão com qualquer coisa que J.D. lhe faça ou diga.

## Méritos
Apesar de ser uma comédia, Scrubs conquistou o público já saturado por séries médicas pelo estilo leve e poético de lidar com assuntos muitas vezes mais sérios do que os seus similares. Além disso, apresenta personagens caricatos do ambiente hospitalar e seu cotidiano de modo que quem trabalha nessa área reconhece todos os seus personagens.
Em suas três primeiras temporadas, a série ganhou indicações para o Emmy por elenco, edição e roteiro para uma sitcom. Após a quarta temporada a série ganhou indicações para Melhor Comédia, Melhor Ator de Comédia (Zach Braff), Melhor Edição para uma Série de Multi-Câmera (a série é filmada em apenas uma câmera, mas no episódio 17 da quarta temporada "My Life in Four Cameras" há um breve momento filmado em multi-câmera, ao estilo de uma sitcom), e Melhor Elenco.
Braff foi indicado ao Golden Globe de Melhor Ator em Séries de Televisão, Comédias ou Musicais em 2005 e 2006, mas perdeu para Steve Carell em The Office em 2006, e para Jason Bateman em Arrested Development em 2005. Braff foi indicado novamente para o Golden Globe em 2007, mas perdeu para Alec Baldwin em 30 Rock.

## Episódios
Para maiores detalhes, veja Lista de episódios de Scrubs

## Personagens
Para maiores detalhes, veja Lista de personagens de Scrubs

### Protagonistas
- Zach Braff como Dr. John (J.D.) Dorian
- Sarah Chalke como Dra. Elliot Reid
- Donald Faison como Dr. Chris Turk
- Judy Reyes como Enfermeira Carla Espinosa
- John C. McGinley como Dr. Percival "Perry" Cox
- Ken Jenkins como Dr. Robert "Bob" Kelso
- Neil Flynn como o zelador

### Personagens secundários
- Christa Miller Lawrence como Jordan Sullivan
- Robert Maschio como Dr. Todd "the Todd" Quinlan
- Aloma Wright como Enfermeira Laverne Roberts
- Sam Lloyd como Theodore "Ted" Buckland
- Johnny Kastl como Dr. Doug Murphy
- Charles Chun como Dr. Wen
- Michael Hobert como Lonnie

## Mídias digitais
A série está atualmente disponível para streaming na América Latina através do Star+ e em Portugal pelo Disney+, mas ainda não está disponível para o Brasil.